# Kevin Castro
Pour les articles homonymes, voir Castro.
Kevin Castro, né le 17 avril 1999, est un coureur cycliste argentin. Il évolue au sein de l'équipe Municipalidad de Rawson.

## Biographie
Kevin Castro passe son enfance à Hualilán, un quartier situé dans la localité de Las Heras. Il pratique le cyclisme depuis son plus jeune âge,. Dans les catégories de jeunes, il se fait remarquer par ses qualités de sprinteur, qui lui permettent d'obtenir diverses victoires. 
En 2018, il intègre l'équipe continentale Municipalidad de Rawson. L'année suivante, il remporte notamment une étape du Tour de Mendoza. Il se classe également douzième d'une étape du Tour de San Juan, au milieu de plusieurs professionnels européens. 
En octobre 2023, il devient champion d'Argentine de l'omnium sur piste.

## Palmarès
- 2019
  - 8e étape du Tour de Mendoza
  - 2e étape de la Vuelta a General Alvear
  - 2e de la Vuelta a General Alvear
  - 3e de la Doble Chepes
- 2023
  -  Champion d'Argentine de l'omnium
  - 3e étape de la Vuelta a General Alvear
- 2024
  - 3e de la Doble Media Agua